# 端砚
端砚是中国四大名砚之一，产自广东肇庆市。肇庆古称端州，所产的砚台因此叫“端砚”，最早产于唐代武德年间（618年-626年），至今已有一千三百多年歷史。端砚以石色青紫带圆形青绿色石眼的为最上。肇庆七星岩出产纯白色的白砚，滑如玉，磨墨无声，也是上品。上好的端砚不但美观，而且能“发墨”，墨色光亮如漆，能在相对较长的时间内不乾。
端砚的制作技艺是国家级非物质文化遗产。

## 历史
端砚自唐朝初年开始生产，唐代中叶开始注重花纹雕刻，从文房工具走向工艺品。广东肇庆（古称端州）东郊羚羊峡栏柯山的端溪一带有多个原石坑，著名的有水岩（老坑）、坑仔岩、麻子坑、朝天岩、古塔岩、宣德岩。宋朝把端砚列为“贡品”之一。
世界上最大的端砚是现存于肇庆市端茗砚雕工艺厂内《端溪九龙砚》，其长为4.6米，宽3.15米，厚0.45米，重达13.8吨。

## 特性
端砚石质坚实，研墨时墨水不会发滞，发墨快而且不会乾得太快。

## 制作过程

### 采石
端砚的原石并不抗震，所以不能用机械只能手工开采。不同地方的不同矿坑矿石质量都不一样，有时候整片石块都不能用。采石工必须根据经验顺着石头的生成方向开采。

### 维料
开采出来的原石并非全都可以做砚，要经过筛选分级，将有瑕疵、裂痕等问题的石块剔除，留下下“石肉”也就是可以用于下一步加工的石块。

### 雕刻
先设计好将要雕刻的构图，然后雕刻工会根据大概形状做成“砚璞”，就是将将要做的砚的大概形状勾勒出来。再用刀仔细雕刻至完成。雕刻刀法有深刀（高深雕）、浅刀（低浮雕）雕刻、细刻、线刻、通雕（镂空）。

### 配盒
做好的砚还要配上盒子。好的盒子除了保护砚，其本身也是一件艺术品。好的盒子甚至使用紫檀、酸枝、楠木等名贵木材。端砚盒底部都有"四脚"，杂形和天然砚盒的"脚"叫做"豹脚"。

### 磨光
磨光这个工序一般在配盒以后，目的是对完工的端砚进行最后的修整。先用油石加幼河砂粗磨，简单地去除一些凿口和刀路；然后用滑石和水磨砂纸反复磨滑，最后用墨水泡一到两天。

## 使用
磨墨用凉水，不能用开水，也不能用茶水或酒水。砚用完后必须将砚洗净，晾干。

## 现状
由于开采缺乏管理，端砚所用石材在肇庆附近的矿坑已经受到严重破坏。